# Ilyes Chaïbi
Mohamed Ilyes Chaïbi (* 12. Oktober 1996 in Bron) ist ein französischer Fußballspieler, der in der Schweiz beim FC Bulle spielt.

## Karriere
Chaïbi begann seine Karriere beim FC Évian Thonon Gaillard. Im Sommer 2014 wechselte er zur AS Monaco. Sein Debüt für die B-Mannschaft der Monegassen in der vierthöchsten Liga gab er im September 2014, als er am vierten Spieltag der Saison 2014/15 gegen die US Le Pontet in der 51. Minute für Fabio Genga eingewechselt wurde. In jenem Spiel, das Monaco B 5:1 gewann, erzielte er auch seinen ersten Treffer, als er in der 84. Minute zum zwischenzeitlichen 4:1 traf. Zum Saisonende hatte er 13 Einsätze zu Buche stehen, in denen er zwei Tore erzielte.
Am 17. Januar 2016 stand er im Ligaspiel gegen den FC Lorient erstmals im Kader der Profis. Sein Debüt für die AS Monaco gab er am 20. Januar 2016, als er im Sechzehntelfinale des Pokals gegen den FC Évian Thonon Gaillard in der 83. Minute für Kylian Mbappé eingewechselt wurde. In der Ligue 1 debütierte er schließlich am 30. Januar 2016, als er am 23. Spieltag der Saison 2015/16 gegen den SCO Angers in der 80. Minute für Bernardo Silva ins Spiel gebracht wurde. Für die B-Mannschaft absolvierte er in jener Saison 26 Spiele, in denen er 19 Treffer erzielte.
Im August 2016 wurde Chaïbi an den Zweitligisten AC Ajaccio verliehen. Sein erstes Spiel für Ajaccio in der Ligue 2 absolvierte er am zweiten Spieltag der Saison 2016/17, als er gegen ES Troyes AC in der Startelf stand und in der 79. Minute durch Hugo Videmont ersetzt wurde. Bis Saisonende kam er auf 17 Spiele in der Ligue 2. Zudem kam er auch zwei Mal für die B-Mannschaft von Ajaccio zum Einsatz. Daraufhin kehrte er zu Monaco zurück.
Im Januar 2018 absolvierte er ein Probetraining beim österreichischen Zweitligisten FC Wacker Innsbruck. Daraufhin wurde er von Innsbruck ausgeliehen. Im Mai 2018 wurde der Leihvertrag vorzeitig aufgelöst.
Im Sommer 2018 wechselte er nach Algerien zum MC Alger. In Alger kam er zu vier Einsätzen in der Ligue Professionnelle 1, ehe sein Vertrag im Dezember 2018 aufgelöst wurde. Im September 2019 kehrte er nach Frankreich zurück und schloss sich dem Sechstligisten FC Évian Thonon Gaillard an, mit dem er am Ende der Saison 2019/20 in die fünfthöchste Spielklasse aufstieg. Im Sommer 2024 wechselte er in die Schweiz zum FC Vevey in der dritthöchsten Schweizer Spielklasse, der Promotion League, und 2025 zum Ligakonkurrenten FC Bulle.